# يوليان بروكناو
جوليان بروكناو (بالألمانية: Julian Prochnow)‏ هو لاعب كرة قدم ألماني، ولد في 1 يوليو 1986 في برلين في ألمانيا. لعب مع SV Babelsberg 03 ‏.

## وصلات خارجية
- يوليان بروكناو على موقع قاعدة بيانات كرة القدم.إي يو (الإنجليزية)
- يوليان بروكناو على موقع بيانات كرة القدم. دي إي (الألمانية)
- يوليان بروكناو على موقع عالم كرة القدم.نت (الإنجليزية)